# Saint-Prix, Val-d'Oise
Saint-Prix är en kommun i departementet Val-d'Oise i regionen Île-de-France i norra Frankrike. Kommunen ligger i kantonen Saint-Leu-la-Forêt som tillhör arrondissementet Pontoise. År 2022 hade Saint-Prix 7 588 invånare.

## Befolkningsutveckling
Antalet invånare i kommunen Saint-Prix
| Referens: INSEE |